# Koukryniksy
 (mars 2024).
La mise en forme du texte ne suit pas les recommandations de Wikipédia : il faut le « wikifier ».
Les points d'amélioration suivants sont les cas les plus fréquents. Le détail des points à revoir est peut-être précisé sur la page de discussion.
- Les titres sont pré-formatés par le logiciel. Ils ne sont ni en capitales, ni en gras.
- Le texte ne doit pas être écrit en capitales (les noms de famille non plus), ni en gras, ni en italique, ni en « petit »…
- Le gras n'est utilisé que pour surligner le titre de l'article dans l'introduction, une seule fois.
- L'italique est rarement utilisé : mots en langue étrangère, titres d'œuvres, noms de bateaux, etc.
- Les citations ne sont pas en italique mais en corps de texte normal. Elles sont entourées par des guillemets français : « et ».
- Les listes à puces sont à éviter, des paragraphes rédigés étant largement préférés. Les tableaux sont à réserver à la présentation de données structurées (résultats, etc.).
- Les appels de note de bas de page (petits chiffres en exposant, introduits par l'outil «  Source ») sont à placer entre la fin de phrase et le point final[comme ça].
- Les liens internes (vers d'autres articles de Wikipédia) sont à choisir avec parcimonie. Créez des liens vers des articles approfondissant le sujet. Les termes génériques sans rapport avec le sujet sont à éviter, ainsi que les répétitions de liens vers un même terme.
- Les liens externes sont à placer uniquement dans une section « Liens externes », à la fin de l'article. Ces liens sont à choisir avec parcimonie suivant les règles définies. Si un lien sert de source à l'article, son insertion dans le texte est à faire par les notes de bas de page.
- La présentation des références doit suivre les conventions bibliographiques. Il est recommandé d'utiliser les modèles {{Ouvrage}}, {{Chapitre}}, {{Article}}, {{Lien web}} et/ou {{Bibliographie}}. Le mode d'édition visuel peut mettre en forme automatiquement les références.
- Insérer une infobox (cadre d'informations à droite) n'est pas obligatoire pour parachever la mise en page.

Pour une aide détaillée, merci de consulter Aide:Wikification.
Si vous pensez que ces points ont été résolus, vous pouvez retirer ce bandeau et améliorer la mise en forme d'un autre article.

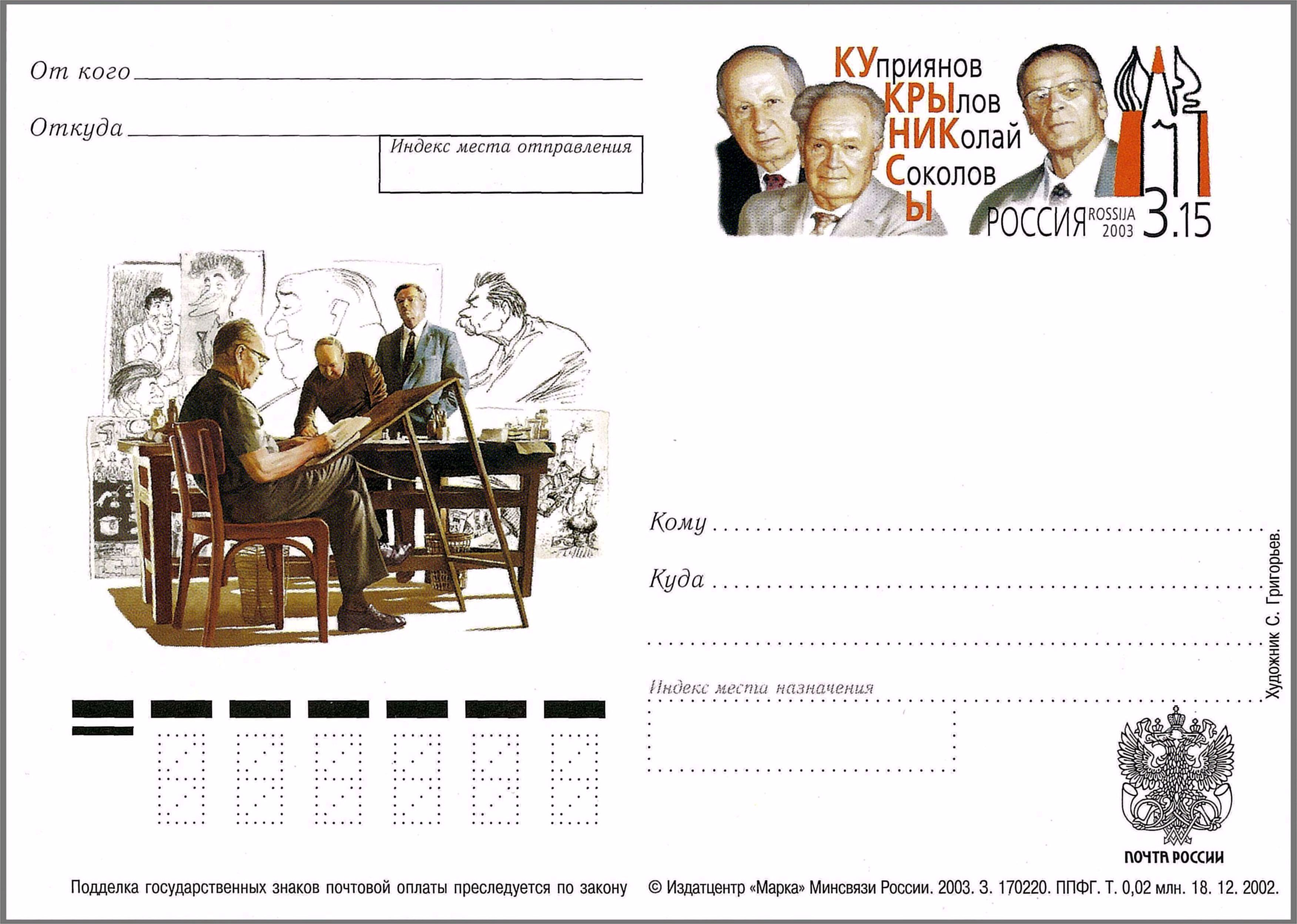
Carte postale russe Koukryniksy (2003).

Koukryniksy (en russe : Кукрыниксы) est le pseudonyme de trois peintres et caricaturistes soviétiques :
- Mikhaïl Vassilievitch Kouprianov (ru) né le 8 octobre 1903 à Tetiouchi dans l'Empire russe et décédé le 11 octobre 1991 à Moscou ;
- Porfiri Nikititch Krylov (ru) né le 9 août 1902 à Chtchelkounovo dans l'Empire russe, actuellement oblast de Toula, et décédé le 15 mai 1990 à Moscou ;
- Nikolaï Aleksandrovitch Sokolov (ru) né le 21 juillet 1903 à Moscou dans l'Empire russe et décédé 17 avril 2000 à Moscou.

## Histoire du groupe
Le pseudonyme désignant ces trois artistes soviétiques est un acronyme réunissant le « Kou » de Kouprianov, le « kry » de Krylov et le « nik » et le « s » de Nikolaï Sokolov.

### Naissance
La constitution du « trio » se fit progressivement. Tout d'abord, c'est en travaillant ensemble à la confection d'un journal mural aux Ateliers supérieurs d'art et de technique à Moscou que Mikhaïl Kouprianov, âgé de 19 ans et qui venait de terminer des études à l'école d'art de Tachkent, rencontra Porfiri Krylov, âgé de 20 ans, qui venait de terminer des études avec le Proletkoult à Toula. Dans cette célèbre école de la capitale, ils étudièrent avec, entre autres professeurs, Dimitri Moor et produisirent tous les deux sous les pseudonymes « Kukri » et « Krykup ». Dès 1923, ils eurent pour condisciple Nikolaï Sokolov, âgé de 20 ans, qui avait suivi une formation au studio d'Art du Prolekoult à Rybinsk et qui signait déjà ses œuvres avec le diminutif Knicks.

### Notoriété
À partir de 1924, ils travaillèrent tous les trois pour des journaux comme la Komsomolskaya Pravda où ils furent publiés pour la 1re fois en 1926, Literatournaïa gazeta, des magazines satiriques comme Smechatsch (ru), (Le fou), Smena, le Krokodil, etc. environ une dizaine de journaux, où ils créèrent surtout des caricatures sur la vie et les œuvres d'écrivains signées « Koukryniksy », réunion des trois pseudonymes, nom qu'ils gardèrent jusqu'à la fin de leur collaboration. Ils continuèrent de fréquenter les Vkhoutemas jusqu'en 1929 qui fut l'année de leur première participation à une exposition mais aussi l'année où ils créèrent les décors des tableaux 1 à 4 de la pièce de Vladimir Maiakovski, La Punaise, dont la première eut lieu le 13 février.
Leur pseudonyme était justifié car leurs œuvres étaient réalisées en étroite collaboration, ce qui permit à chacun d'entre eux d'utiliser au mieux ses compétences. Ainsi ils adoptèrent une méthode de travail originale : en schématisant, l'un dessinait les corps, l'autre les visages et le troisième se chargeait du coloriage. La deuxième raison qu'ils avaient pour travailler ainsi était que, groupés, ne signant pas et ne réalisant pas individuellement les dessins, nul n'était l'auteur de l'œuvre complète et cela pensaient-ils les mettait davantage à l'abri des poursuites pour diffamation.
En 1931, Maxime Gorki les rencontra et reconnaissant leur talent satirique, écrivit à leur sujet un article dans la Pravda ; il leur conseilla d'étendre leur champ d'action aux sujets concernant la vie en Union soviétique et à l'étranger et organisa pour eux une exposition en 1932. La même année, leur talent fut utilisé pour imaginer les costumes et les décors d'une pièce de théâtre La Ville des fous d'après une histoire Mikhaïl Saltykov-Chtchedrine. L'année suivante les trois artistes étaient engagés comme collaborateurs attitrés par la Pravda. Le 10 avril 1933, ils furent contactés par Grigori Aleksandrov pour des projets de costume pour le film Joyeux Garçons mais comme ils étaient déjà occupés par un autre film, La Vie de Klim Samguine et qu'Alexandrov ne leur fournit pas le matériel afin qu'ils se mettent à l'œuvre, ils retournèrent le contrat et suggérèrent au réalisateur de s'adresser à Aminadav Moïsseïevitch Kanevski (ru)
En 1935, Jean Effel, qui avait passé cinq semaines à Moscou, les rencontra et devint leur ami intime et la même année, ils publièrent une série de dessins sur l'histoire de la Guerre civile russe où ils caricaturèrent les contre-révolutionnaires, les envahisseurs et les traîtres de tout poil. En 1936 et en 1937, ce fut au tour des fascistes espagnols et de leurs bailleurs de fonds, puis aux bourgeois pseudo-critiques de la Constitution soviétique d'être leur cible. En dehors de leur activité créatrice, en 1937, ils furent membres du jury et représentants du comité pour les affaires artistiques de l'URSS auprès du conseil des Commissaires du peuple pour l'édition d'un portrait de Staline lors d'un concours fermé, c'est-à-dire réservé à des artistes déjà connus ou sélectionnés, organisé par les éditions Iskousstvo.

### Seconde Guerre mondiale
Deux jours après l'invasion de l'URSS par les troupes nazies, à l'issue d'une réunion de l'Union des Artistes, il fut décidé de relancer les Affiches TASS. Dès que les artistes avaient terminé les dessins et le coloriage des illustrations, les affiches étaient fractionnées puis on découpait les pochoirs pour chaque couleur, jusqu'à 60 pour les affiches les plus complexes. Ceux-ci étaient ensuite envoyés à l'impression dans les imprimeries d'État des travaux d'Iskousstvo à Léningrad et à Moscou, où les différentes couleurs étaient successivement appliquées dans les espaces laissés vides par les pochoirs. On terminait l'affiche en ajoutant le texte. Réalisées dans les 24 heures, elles nécessitaient un graphisme relativement simple et jouèrent un grand rôle idéologique et psychologique pour soutenir, guider les citoyens et les soldats soviétiques dans la lutte contre l'envahisseur.

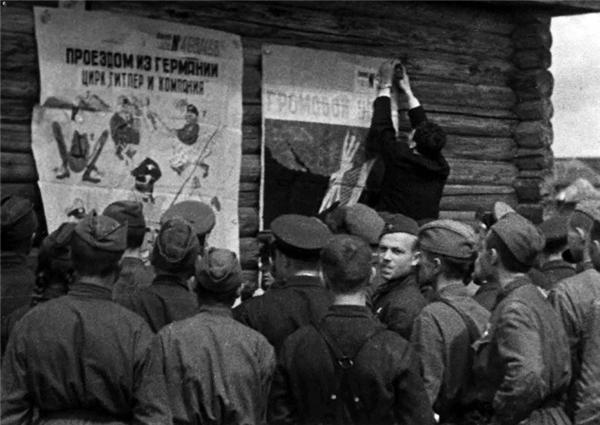
Une affiche TASS illustrée par Koukryniksy sur le front en 1942.

On arriva ainsi à en reproduire 100, puis 200, 400, 600, jusqu'à 1 000 par jour, et ces « images » diffusées et affichées dans tout le pays, dans les magasins, les usines, sur les bâtiments publics, sur le chemin qu'empruntaient les troupes, très expressives, témoignent de l'acharnement de ces artistes à transformer l'ennemi terrifiant, incarnation de la mort, dirigé par des créatures démoniaques en ennemi vulnérable dont on peut rire ce qui pouvait procurer quelque soulagement dans un contexte aussi sinistre. Pendant la grande guerre patriotique, la production des Koukryniksy, 66 affiches, fut réalisée alors qu'ils étaient séparés et envoyés sur différents fronts comme artistes de guerre ce qui ne les empêcha pas d'envoyer régulièrement leurs dessins aux journaux auxquels ils collaboraient tout en signant avec le même pseudonyme et en conservant l'esprit de l'équipe dans leurs œuvres, malgré l'éloignement.
Leur travail commun fut couronné par le prix Staline en 1942 qu'ils obtinrent de nouveau en 1947, en 1949, en 1950, en 1951 et ils furent décorés de l'ordre de Lénine en septembre 1945 avec d'autres célèbres collaborateurs de la Pravda à l'occasion de la sortie du 10 000e numéro du quotidien. Néanmoins, leur grande importance ne doit pas faire oublier que beaucoup d'autres artistes de talent ont contribué à la lutte contre l'agresseur.
Peu de temps après, en septembre de la même année, s'ouvrit le procès de Nuremberg où ils furent invités. Dans les actualités filmées de l'époque, on peut les voir en train d'observer ce qui va leur servir pour croquer quelques caricatures : à savoir des dignitaires nazis sur les bancs des vaincus qui feront partie de la série Accusation publiée dans un livre de Boris Polevoï édité en 1967.
En 1947, ils furent nommés membres de l'Académie des arts de l'URSS, en 1958, Artistes du peuple, en 1965, ils reçurent à nouveau le prix Lénine pour leurs caricatures politiques, leurs affiches, et en 1975 ils furent récompensés par le prix d'État de l'URSS.

### Après la guerre
En 1972, Porfiri Krylov fut nommé Héros du travail socialiste et, en 1973, ce fut au tour de Mikhaïl Kouprianov et de Nikolaï Sokolov.
Ils vont ainsi poursuivre leur travail d'équipe et produire tous les trois, pendant plus de vingt-cinq ans au total, une quantité considérable de dessins, d'affiches, de cartes postales, de tableaux, d'illustrations de livres, tout en développant individuellement une production de portraits et de paysages. Bien que très incomplète, la liste des légendes de leurs dessins, des titres des livres qu'ils ont illustrés, des tableaux qu'ils ont peints, le tout classé chronologiquement, donne une idée du contexte historique et des thèmes développés par la propagande soviétique mais aussi par eux-mêmes car ils n'étaient pas que de simples exécutants. Pour apprécier leurs œuvres et l'effet qu'ils voulaient produire, il faut en effet les replacer dans leur contexte historique.

## Œuvres
La liste qui suit ne comporte que les œuvres signées par les trois artistes. Elles sont évaluées à près de 300. Les ouvrages et les expositions qui les présentent sont très éloignées dans l'espace et dans le temps.
Cette liste incomplète d'œuvres est nécessairement par ordre chronologique car leur travail dépendait de l'actualité.
- Le musée de la caricature à Krems an der Donau a présenté treize œuvres du 3 mars 2002 au 2 juin 2002
- Le musée-réserve de Tsaritsyno a organisé une exposition consacrée au jour de la victoire : « L'histoire vue par les Koukryniksy de 1928 à 1945 », le 30 avril 2008.
- Du 20 septembre au 26 octobre 2008, le Weltmuseum Wien en Autriche a organisé une exposition de 91 œuvres des Kukryniksy appartenant à la famille Mamontov qui en possède environ 200.
- Des posters des Kukryniksy sont présentés à l'exposition « Fenêtre sur la guerre » du 31 juillet au 23 octobre 2011 à l'Institut d'art de Chicago.

Les légendes de leurs dessins, quelquefois écrites par d'autres collaborateurs, donnent une idée du ton et des thèmes abordés par la propagande soviétique, du contexte idéologique et politique des époques successives et de la manière dont les évènements étaient perçus. Certaines affiches étaient de véritables bandes dessinées avec un texte plus ou moins important qui se trouvait placé sous les images comme on pouvait déjà en voir, bien avant eux, dans le Loubok. Les légendes proposées qui suivent sont souvent une adaptation ou un résumé du texte des bandeaux qui se trouvent fréquemment sous les images.
- 1920
  - Nous avons le quart des canons, des fouets et des mitrailleuses[5].
- 1927
  - Alexandre Pouchkine dans les images de 1827. La PNL no 3 du 5 février[6]
- 1928
  - Nous sommes des marxistes, peinture[7].
  - Alexandre Voronski et Polonsky. Cette caricature suggère que les opinions littéraires de Polonsky reflètent celles de Léon Trotsky et d'Alexandre Voronski[8].
- 1930
  - Illustrations pour Parodies écrit par Alexandre Arkhanguelski[9],[10].
  - Illustrations pour Poupées anciennes écrit par Demian Bedny[11],[12],[13].
  - Nous allons anéantir la classe du koulak[14]
  - Les puissances occidentales donnant à Hitler la Tchécoslovaquie, sur un plat. Sur le fanion : « À l'Est »[15].
  - Kacha humaine où trempent Voronsky, Gorbov, Lezhnev et autres « Perevalistes »[16].
- 1931
  - La « liberté » de la presse bourgeoise[17].
  - Caricature sur un poème de Alexandre Arkhanguelski : « Le général des armées défaites ». Postu literaturnom Na, no 1[18].
  - « Alexandre Voronski, écrivain de fiction ». Poème de Alarikus. Postu literaturnom Na, no 15[19].
- 1932
  - Illustrations pour Koukryniksy. L'exposition de 6 ans d'activité[20],[21],[22].
  - Illustrations pour Presque des portraits écrit par Alexandre Arkhanguelski[23],[24],[25],[26].
  - Illustrations pour Sifflement écrit par Sergueï Chvetsov (critique, 1903-1969)
  - La résolution de désarmement de la SDN, 76 × 101 cm[27].
  - La ville de Gloupov. Affiche annonçant la représentation théâtrale, à Moscou, de la pièce « La ville de Gloupov », ville imaginaire décrite dans l'œuvre de Saltykov-Chtchedrine, Histoire d'une ville[28].
  -  15 années de pouvoir soviétique[29].
- 1933 :
  - Illustrations pour La Vie de Klim Samguine écrit par Maxime Gorki. Aquarelle noire.
  - 1933 et 1967 : Illustrations pour Les Douze chaises écrit par Ilf et Petrov. « Vorobianinov et Bender dans un bateau à rames »[30], « La ville de N »[31],[32],[33].
- 1934
  - Lavage à chaud, (les intellectuels contre la bureaucratie en proie à l'ivrognerie?)[34].
  - Un opérateur catastrophique[35].
  - Rigueur et discipline[36].
- 1935
  - Affiche du film La Jeunesse de Maxime de Grigori Kozintsev et de Leonid Trauberg[37].
  - Caractère divin du fascisme allemand[38].
  - Les socialistes au chaud sous l'aile d'Alexandre Kerenski[39].
  - Caricature de Piotr Nikolaïevitch Wrangel[40].
- 1936
  - 1936-1937 : Les Vieux maîtres, Galerie Tretiakov à Moscou
  - Hitler et Mussolini passant en revue les leaders fascistes, encre et aquarelle sur carton, 42,5 × 40,6 cm[41].
- 1937
  - Goebbels servant avec une louche la propagande à la presse des émigrés russes non communistes, encre, crayon, crayon de couleur et aquarelle sur papier et carton, 38,7 × 31,1 cm[42].
  - Triptyque : février 1917, octobre 1917[43].
  - Les ennemis de Staline soutenant les nazis, encre, bruine d'encre, aquarelle sur carton, 40,6 × 33,6 cm[44].
- 1938
  - Matin, peinture.
  - Variation italo-allemande[45].
  - Lasso made in Berlin[46].
- 1939
  - Illustrations pour Le sauvage propriétaire, conte de fées, écrit par Mikhaïl Saltykov-Chtchedrine[47].
  - Déplacé vers le Lac Baïkal pour ramper sous la frontière soviétique[48].
  - Illustrations pour La Famille Golovlev écrit par Mikhaïl Saltykov-Chtchedrine. Encre de Chine[49],[50],[51],[52].
- 1940
  - Hitleriade, courte biographie d'une vipère fasciste. Affiche Tass no 503 avec un texte de Demian Bedny; gouache sur papier, 133 × 250 cm
- 1941
  - Sur les voies d'accès à Léningrad[53].
  - Himmler. Huile sur toile de la série les bourreaux des peuples. Musée des forces armées à Moscou[54]. Dans la même série, la même année, avec les mêmes supports et les mêmes outils ont été peints les portraits d'Hitler[55]. de Mussolini[56]. de Franco, de Goering[57]. de Goebbels[58].
  - Toute l'Europe d'Hitler à Joachim von Ribbentrop[59].
  - Écrasons et détruisons l'ennemi sans pitié !; Hitler déchirant le pacte de non-agression. Lithographie 88 × 62,5 cm[60].
  - Manifeste contre le pangermanisme hitlérien
  - Le pain en Ukraine et l'encerclement allemand[61].
  - À Moscou, les projecteurs découvrent les serpents fascistes; ils ne participeront pas à la bataille de Kalatch, lithographie, 89,5 × 57 cm[62].
  - Napoléon a subi une cuisante défaite, la même chose arrivera l'arrogant Hitler. 60 × 90 cm[63].
  - Nous nous battons avec le courage du désespoir. Nous sommes les petits-fils d'Alexandre Souvorov, les fils de Vassili Tchapaïev[64].
  - Un service en vaut un autre. Le jour le nazi dit au paysan « Chapeau bas ». La nuit, gratuitement, le partisan lui enlève son casque avec la tête dedans[65].
  - Le cannibale végétarien ou deux faces d'une même médaille[66].
  - Nous avons combattu l'ennemi avec nos lances, nous l'avons poursuivi avec nos fusils et maintenant nous l'attaquons où qu'il soit avec nos chars d'acier[67].
  - La récolte est un coup sévère porté à l'ennemi[68].
  - Meeting au-dessus de Berlin; illustration de l'alliance entre la Grande-Bretagne et l'URSS contre l'Allemagne[69].
  - Illustrations pour Le chemin des tourments écrit par Alexis Nikolaïevitch Tolstoï. Aquarelle noire. « Katia »[70],[71],[72],[73],[74].
- 1942
  - Walther von Brauchitsch. Le 19 décembre 1941 Hitler relève de ses fonctions Brauchitsch, commandant en chef de l'armée de terre et responsable de la défaite des troupes teutonnes devant Moscou[75].
  - Sans légende?. Sur la caisse du camion on peut lire 2e année et ?. la scène semble se passer en Ukraine où l'on déterre des partisans du nazisme[76].
  - Franchissement de la ligne de démarcation?. Cette œuvre a sans doute été exécutée en 1942 car elle semble faire allusion à la collaboration de Philippe Pétain et de Pierre Laval à son franchissement par les troupes allemandes le 11 novembre 1942[77].
  - 1942 et 1947 : L'enterrement d'une commissaire, Tania, Galerie Tretiakov. Ce tableau évoque la mort de Zoïa Kosmodemianskaïa[78].
  - 22 juin 1942. Sur le seau on peut lire « Pour les chiffons »[79].
  - 1941-1942 : 1941, un discours incohérent; 1942, les yeux fatigués. La reproduction se trouve dans la banque d'images Wikipédia.
  - Illustrations pour un livre de Propagande russe anti-nazie
  - le 1er janvier : Acariens dans une pince. Affiche Tass. Galerie Tretiakov[80].
  - Borodino, La Bataille de la Moskova, c'est la mémoire et la fierté de la Russie[81].
  - Le cercle mortel
  - Le brave contre le mouton devient lui-même un mouton proie du brave ou L'armée rouge met en déroute les bêtes nazies, encre et gouache sur papier, 80 × 50 cm[82].
  - Le 17 juin : Un coup de tonnerre. Affiche TASS no 504[83].
  - La vile brute et sa bande sont pendus au chandelier. Affiche TASS no 546/546a[84].
  - Le 1er janvier : Coupons toute route à l'ennemi. Cet ennemi malfaisant ne pourra se libérer du nœud où le tient le traité de solidarité entre l'URSS, l'Angleterre et les États-Unis. Lithographie, 58,5 × 82,5 cm[85].
  - Un diffuseur de mensonges. Affiche TASS no 625[86].
  - Tour - Prison[87].
  - La métamorphose des fritz, voir Boche. Affiche Tass no 640[88].
  - Il y a une falaise sur la Volga d'après une chanson traditionnelle. C'est une « métaphore » de la Bataille de Stalingrad, dessin paru dans le Krokodil[89].
  - La carrière du jeune Boche. À ses débuts bourreau d'animaux, buveur de bière puis amateur d'art. Le matin il joue Mein Kampf au tambour, la nuit il joue au héros en attaquant les « bandits ». Pour ces hauts faits, il a été envoyé à l'attaque en Russie[90].
  - Hitler suce le lait des vaches alliées: Italie, Roumanie, Hongrie, Finlande
  - La vache au lait d'or[91].
  - Tuez-le, lithographie[92].
  - Délivrez-les![93].
  - Taches de sang, affiche
  - Le diplôme d'atrocité, diplôme de l'école des brutes. 86,3 × 55,8 cm. Tout est OK: les mains pour tuer, le nez pour espionner, la tête pour porter un casque[94]…
  - Théâtre à Vichy. Un spectacle de marionnettes dont les personnages sont de gauche à droite : Philippe Pétain, François Darlan et Pierre Laval[95].
- 1943
  - Sur la feuille, on peut lire: Permis d'inclure Kharkiv dans le système de défense élastique. C'est une allusion à la propagande nazie qui présentait les replis comme des stratagèmes de déploiement des troupes sur des lignes fluctuantes, élastiques, qui leur permettraient de mieux revenir sur les positions abandonnées. On remarque que le nom de la ville est écrit en ukrainien et non en russe qui est Kharkov[96].
  - Bon pour le service, au suivant. Dans les troupes allemandes on recrutait en faisant fi de beaucoup de considérations; à la fin de la guerre on recrutait même des adolescents[97].
  - Goering, encre et aquarelle sur papier, 40 × 31,75 cm[98].
  - Heinrich Himmler. Encre et aquarelle sur papier. 43,8 cm × 32,3 cm[99].
  - Taganrog est encore soviétique. Affiche TASS no 812[100].
  - Prévisions pour la nouvelle année, Galerie Tretiakov
  - Après Tunis: après la débâcle de l'Axe Rome-Berlin-Tokyo en Tunisie[101].
  - La reproduction ne permet pas de voir la date qui doit se trouver à droite de la signature mais cette image a dû être éditée en mai 1943. On peut lire sur la bouée: Salutations de Tunisie. Les troupes alliées ayant chassé de Tunisie les forces de l'Axe, Axe Rome-Berlin-Tokyo, il ne reste plus au Führer qu'à rendre leur salut aux dépouilles des soldats victimes de son initiative guerrière[102].
  - Le hurlement d'Orel est parvenu jusqu'à Rome. Affiche Tass no 779[103].
  - Les voici revenus à leur point de départ
  - Le chenil nazi fasciste. Deux versions au choix : l'une sans le petit cochon, l'autre avec le cochonnet dont la tête dépasse le bord de la table. En partant de la gauche d'Hitler et en faisant le tour de la table dans le sens des aiguilles d'une montre, on peut lire sur les colliers Ion Antonescu, Benito Mussolini, Miklós Horthy et Jozef Tiso[104].
  - Les serres de la Gestapo
  - Le musée de cire; de gauche à droite Walther von Brauchitsch, un général italien, Heinz Guderian, Walter von Reichenau, Fedor von Bock, Carl Gustaf Emil Mannerheim, Petre Dumitrescu, Friedrich Paulus, les généraux allemands Ewald von Kleist, Wilhelm List, Hans Günther von Kluge
  - Goebbels: « Vous prévoyez les choses de façon géniale, mon Führer! »
  - Les « Grands nazis » préparent l'opération « Génie à la conquête du monde »
  - Laval ne peut plus s'asseoir, Laval ne peut plus descendre; le dossier du fauteuil porte les mots Gouvernement de Vichy et la baïonnette Résistance française. La Tour Eiffel puis la flèche de la cathédrale Saints-Pierre-et-Paul joueront un rôle analogue pour l'affiche Dilemme en 1966.
  - Le succès Goebbels: « Ainsi que l'annonce Radio Berlin, la contre attaque s'est terminée par un grand succès »...L'écho: « Vous souhaitons pour les jours prochains d'autres attaques avec le même succès »
  - J'ai perdu mon petit anneau et il y 22 divisions à l'intérieur; dessin paru dans le Krokodil faisant allusion à la Bataille de Stalingrad[105].
  - Fritz Rob a payé Johann. Affiche TASS no 747[106].
  - Sauvez-moi
  - Parasites sur parasites. « Comme dans la Guerre des Mondes, des créatures microscopiques attaquent les envahisseurs »[107].
  - Le 6 novembre: Petits fours et retour à la réalité. Affiche Tass no 850. 187,8 × 85,5 cm[108].
  - Hitler; encre crayon et aquarelle sur papier. 45 × 32,3 cm[109].
  - Le 17 juin : En avant camarade vers la victoire[110].
  - Leçon de géographie. Sur la carte, on peut lire de haut en bas: Koursk, Kharkov, Stalingrad, Vorochilovgrad, Rostov-sur-le-Don, Mer d'Azov et Krasnodar[111].
- 1944
  - Illustrations pour Nous n'oublierons pas écrit par Ilya Ehrenbourg
  - Mussolini[112].
  - Une année de nouvelles difficultés: défaite à Stalingrad, cuisante déroute sur le Dniepr, défaites en Afrique et en Italie. Lithographie. 75 × 60 cm[113].
  - Hitler: « Général regardez si les Russes sont encore loin »[114].
  - Le 23 février: Une tentative d'utilisation d'un moyen original. 157,5 × 85 cm. Affiche TASS no 931. Pochoirs et pinceaux multicolores[115].
  - Un remède mortel. Affiche TASS no 956. Sur les feuilles on peut lire « Hongrie » et « Roumanie »[116].
  - Mars: Poursuite de la puissance humaine sur le territoire allemand, 127,3 × 119,3 cm, affiche TASS no 930 ? Pochoirs et pinceaux multicolores[117].
  - Une bonne leçon pour les Allemands. Affiche TASS no 929[118].
  - Sur les lignes avant du Dniepr, affiche TASS no 906[119].
  - Mai: Sous les coups de l'armée rouge, fissuration du bloc des États fascistes dont tous les joints se désagrègent. La peur et la confusion règnent actuellement dans l'alliance des roumains, des hongrois, des finnois et des bulgares. 119,1 × 118,5 cm. Affiche TASS no 982. Pochoirs et pinceaux multicolores[120].
  - Le 27 juin: Traversée en force de la Manche. 105,8 × 122,5 cm. Affiche TASS no 1006. Pochoirs et pinceaux multicolores[121].
  - Une réception donnée par le commandant en chef. Affiche TASS no 899. Encre, crayon, aquarelle sur papier, 43,8 × 31,7 cm[122].
  - Le dernier cri de la mode parisienne
  - Officiers allemands à Paris; défilé de mode hiver 44[123].
  - Le ouistiti d'Ivan Krylov face à Goebbels. Affiche TASS no 1109[124].
  - Marmite vide à Berlin, marmite pleine sur le front russe. Affiche TASS no 1027[125].
  - Goebbels : « Mein führer, je crains que bientôt nous n'ayons plus de place pour ces trophées! »
  - Le 25 octobre 1944: Dernières nouvelles d'Europe. 133,2 × 122,8 cm. Affiche TASS no 1079[126].
  - Tenailles russes prenant Hitler au piège ou Trois ans de guerre. Affiche TASS no 993[127].
  - Le retour[128].
  - Son destin est de finir chanteur des rues. Affiche Tass no 1119[129].
  - Ils feraient mieux de ne pas y penser: Le blocus de Léningrad brisé par l'épée soviétique[130].
  - Çà et là. Affiche TASS no 897[131].
  - 1944-1946 : La Fuite des Allemands à Novgorod, huile sur toile, 198 × 229 cm, Musée Russe à Saint-Pétersbourg. Il en existe une deuxième version; dans le même décor un camion et des soldats disparaissent par la gauche[132].
  - Ne me quitte pas, mon cher parrain!. Sur le postérieur on peut lire « Dernier satellite »[133].
  - Hitler fouille le fumier mais il ne trouve que de la merde[134].
  - Caftan de fritz[135].
- 1945
  - L'histoire et la géographie. Légende: 1941 : « Bientôt je vais conquérir le monde entier », 1945 : « en peu de temps ». Affiche TASS 1218[136].
  - À la dérive
  - Caricature d'Adolphe Hitler tenant une hache sanglante, son autre main reposant sur une souche, avec une svastika peinte sur son tablier[137].
  - L'hystérie musicale[138].
  - Ce chiffre fatidique[139].
  - La dernière ligne de défense allemande
  - Goering et Rudolf Hess à Nuremberg
  - Alfred Jodl et Alfred Rosenberg accusés à Nuremberg
  - Wilhelm Frick, Julius Streicher, Walther Funk et Hjalmar Schacht à Nuremberg
  - Après la guerre
  - 1945-1946 : Le maréchal Gueorgui Joukov lit les conditions de la capitulation allemande. Huile sur toile. Musée régional des Beaux Arts de Tcheliabinsk[140].
  - Les éditeurs du « Krokodil » et les Kukryniksy jetant à la poubelle les restes de nazis qui se trouvent dans le journal[141].
  - Accusation. Dessin réalisé pendant le Procès de Nuremberg[142].
- 1946
  - 1940, 1946, 1948, 1951 : Illustrations pour La Dame au petit chien écrit par Anton Tchekhov. Aquarelle noire. Travail récompensé par le prix Staline en 1947. Vieille dame avec un poméranien[143],[144],[145],[146],[147],[148],[149],[150].
- 1947
  - 1947-1948 : La fin d'Hitler, huile sur toile, 200 × 251 cm, Galerie Tretiakov. Ce tableau présente les derniers jours de l'état-major dans les sous-sols de la Chancellerie du Reich. Ce travail a été récompensé par le Prix Staline en 1949[151].
  - Bibliothèque du Krokodil no 16. Ce recueil contient 31 caricatures.
  - Les États-Unis, la Grande-Bretagne et la France violant les Accords de Yalta et les accords de la Conférence de Potsdam, encre, crayon et aquarelle sur papier, 30,4 × 45 cm[152].
  - Situation compromettante. Maman pourquoi avez-vous construit notre nid si près du bureau de rédaction de William Randolph Hearst. Maintenant tout le monde va dire que nos plumes sont aussi en vente ; dessin paru dans le Krokodil
  - La Croissance de l'Europe capitaliste. Les crédits légendaires du plan américain n'ont pas réussi à développer les pays capitalistes européens; dessin paru dans le Krokodil
  - Une invention intelligente. Oui, la lampe à incandescence fut inventée par les camarades Paul Jablochkoff et Alexandre Lodyguine mais les américains ont inventé l'idée qu'ils l'avaient inventée
- 1948
  - 1948, 1949, 1950 : illustrations pour Thomas Gordéiev écrit par Maxime Gorki. Aquarelle noire. travail récompensé par le prix Staline en 1950. « Thomas à bord du vapeur Kononov » dans[153],[154],[155],[156],[157],[158].
- 1949
  - Coupe de cheveux Wall[159].
  - Cette aide est aussi efficace qu'un pansement pour un homme mort[160].
  - 1949-1952 : illustrations pour Don Quichotte de Miguel de Cervantes à l'aquarelle noire[161],[162],[163],[164],[165],[166],[167],[168], « Sancho Pança assumant ses responsabilités de Gouverneur » dans[169], « Le jeune page de la duchesse transmet une lettre à l'épouse de Sancho Pança » dans[170], « Aventure de Don Quichotte dans la grotte de Montezinos » dans[171].
- 1950
  - La Mise en garde des peuples[172].
  - 1950-1951 : illustrations pour La Mère écrit par Maxime Gorki. Aquarelle noire. Travail récompensé par le prix Staline en 1951[173],[174].
- 1951
  - 1951-1952 : illustrations pour Les Âmes mortes écrit par Nicolas Gogol[175],[176],[177],[178] et « Nozdriov, propriétaire terrien et Pavel Ivanovitch Tchitchikov, conseiller de collège et propriétaire foncier », deux personnages du roman dans[179].
  - 1951-1952 : Illustrations pour Le manteau écrit par Nicolas Gogol[180].
- 1952
  - Sur le mur Accueil des enfants de la rue? Texte: « Les Conventions de Genève sur l'interdiction des armes bactériologiques et le respect des droits des prisonniers de guerre »
  - Les grands pontes. Sur le mur de gauche à droite, Friedrich Krupp, John Pierpont Morgan, John Davison Rockefeller et Henry Ford et autour de la table recouverte de pièces d'or, de gauche à droite, Alfred Krupp, Rothschild, Nancy Astor, DuPont, Nelson Rockefeller, Andrew Mellon, Henry Ford et William Averell Harriman
  - L'économie est bancale. Texte : « Actuellement, au cours de la 3e année de la militarisation particulièrement drastique de l'économie capitaliste, ses conséquences néfastes sont de plus en plus évidentes et les facteurs d'inflation ont donné naissance au développement unilatéral de l'économie militaire dans les pays capitalistes même s'il conduit temporairement à la relance des entreprises »; extrait du discours de Gueorgui Malenkov le 5 novembre au Xe congrès du PCUS. On peut lire sur le ventre, « économie capitaliste », sur la jambe grasse: « Industrie militaire » et sur la jambe chétive « Industrie civile »
  - Illustrations pour Le Portrait écrit par Nicolas Gogol[181],[182],[183],[184],[185],[186].
  - Le musée des vaincus : « Qui frappe avec l'épée périt par l'épée » : Alexandre Nevsky. De gauche à droite, chevalier teutonique, Charles XII de Suède, Napoléon, Hitler, samouraï[187].
- 1955
  - Le 30 mai : L'Adhésion de la RFA à l'OTAN, dessin paru dans le Krokodil no 30
- 1957
  - Retour d'Égypte : l'expédition militaire franco-anglaise de novembre 1956[188].
  - Les Peuples coloniaux éclairés par la flamme de la statue de la Liberté[189].
  - « Ink » calomniateur d'outre-mer[190].
- 1958
  - Non, Monsieur, une place ?, nous ne pouvons pas : sur la « bedaine », on peut lire « Algérie » écrit en lettres de sang[191].
  - Il avait peur de s'opposer. Le parapluie nucléaire[192].
  - « Au voleur ! » crie le G.I.[193].
  - Cadeau des USA au lion britannique[194].
  - Grenade à main[195].
- 1959
  - La Valse de Strauss : Franz Josef Strauss du CDU-CSU[196].
  - La Mémoire courte[197].
  - La Dépendance. 57,5 × 41 cm. Affiche anti-alcoolique. L'ivrogne est ligoté par ses bras qui enserrent une bouteille de vodka Moskovskaya[198].
- 1960
  - Les peuples africains exploiteront leurs colonisateurs. 90 × 58 CM[199].
  - L'amour maternel d'une mère anglaise pour les sous-marins nucléaires lanceurs de missiles Polaris, voir UGM-27 Polaris. Dessin paru dans le journal Krokodil no 35 du 20/12
- 1961
  - Tir du croiseur Aurore. Huile sur toile. Galerie Tretiakov, Moscou[200].
  - Le Renard et le castor[201].
  - Le 21 octobre : Les Cris, encre et gouache sur papier. Dessin paru dans le Krokodil no 30[202].
  - Van Cliburn. Dessin fait en témoignage d'amitié[203].
- 1962
  - Souffler (sur les braises) : Ils attisent le foyer de la vengeance[204].
  - L'Américain veut le pied gauche : sur la semelle on peut lire « CV pour les essais nucléaires »[205].
  - Le Risque d'une noble cause[206].
  - Dans le monde des requins[207].
  - Position de la liberté américaine[208].
  - Mise à l'écart. Les projets échouent dans un cercueil[209].
- 1963
  - le comité des 18. Sur la feuille, on peut lire: « Proposition de désarmement soviétique » et sur le dossier de la chaise « États-Unis »[210].
  - Où tirez-vous enragés[211].
  - Mars sur les hummocks[212].
- 1964
  - Et le brochet fut jeté dans la rivière[213].
  - Scandale au Marché commun[214].
- 1965
  - Illustration pour Le destin d'un homme écrit par Mikhaïl Cholokhov[215].
  - Les Rêves du Pentagone. Sur le sac ayant la forme de l'Amérique du Sud est écrit Amérique latine[216].
  - Il n'ira pas loin. Sur la rosse, on peut lire « OTAN »[217].
  - Chair à canon du Pentagone au Sud-Vietnam. Sur les caisses on peut lire « Corée du Sud » et « Australie »[218].
  - La-i-la-i-la-i-la-i,la-i,la-i,la. Sur l'eau on peut lire « Guerre au Sud-Vietnam »[219].
- 1966
  - Plate forme d'hystérie nucléaire, encre et collage sur carton. 39,6 × 32,2 cm[220].
  - Vautours, encre sur carton. 36,8 × 31,7 cm. Sur l'eau, on peut lire « Guerre au Vietnam » et sur la cartouche « Gaz »[221].
  - Transport de chair à canon. Sur le pavillon on peut lire « Thaïlande » et sur la barge « Au Vietnam »[222].
  - Retour. Sur l'obus on peut lire « Nord-Vietnam »[223].
  - L'escalade de l'Amérique. Sur le cercueil on peut lire « Vietnam »[224].
  - Cachez-vous derrière les alliés[225].
  - Dilemme. Sur le siège on peut lire « OTAN ». L'OTAN enserre l'Europe occidentale de fusées[226]. Une autre version existe avec la flèche de la Forteresse Pierre-et-Paul à Saint-Pétersbourg (Léningrad) qui remplit la même fonction[227]. On peut les comparer avec le dessin Laval ne peut plus s'asseoir, Laval ne peut plus descendre paru en 1943
- 1967
  - Illustrations pour Accusation écrit par Boris Polevoï
  - Accusation, galerie Tretiakov. Les criminels de guerre et leurs défenseurs au procès de Nuremberg. Musée Russe à Saint-Petersbourg[228].
  - Un jeu diplomatique à 4 mains[229].
  - Adolphe II : sur la pancarte « Révision du tracé des frontières »[230].
  - La livre a chuté[231].
  - Est-ce qu'il ressemble à l'agresseur ?[232].
- 1968 :
  - La Liberté sous la coupe des oppresseurs[233].
  - Le Nouvel Interprète de rengaines. Sur le maillot « NPD », Parti national-démocrate d'Allemagne[234].
  - Échasses à rallonge[235].
  - La poule et l'œuf. 89,2 × 58 cm. Sur la manche, on peut lire NDP et sur le panneau « Révision des frontières » ce qui suscite le commentaire d'Hitler : « J'ai essayé comme vous et regardez ce qu'il m'est arrivé »[236].
  - Le FBI cherche un tueur[237].
  - Qui est le prochain ?. Sur l'avant-dernière croix, on peut lire John Fitzgerald Kennedy et sur la précédente Martin Luther King[238].
  - L'Impasse, Sur le butoir on peut lire « Guerre du Vietnam »[239].
  - Bon pour le Vietnam[240].
- 1969
  - Tchin-tchin. Le parti actuel, le NPD de connivence avec le parti nazi d'outre-tombe. Affiche sélectionnée pour l'exposition internationale « Le dessin satirique au service de la Paix »[241].
  - Les Efforts communs : sur le tronc est écrit « Marché commun »[242].
  - Feuille de vigne sur laquelle est inscrite la phrase : « L'agenda de l'Irlande du Nord tire sur sa fin »[243].
- 1970
  - On peut lire sur les ailes de l'oiseau : Menace soviétiqueü. Base à Cuba[244].
  - Sergueï Bondartchouk, crayon et encre de Chine sur papier, 44 × 32,7 cm. Dessin fait en témoignage d'amitié[245].
  - Le respectable CDU/CSU n'est pas meilleur que les néo-nazis du NDP; encre, gouache et aquarelle sur carton. 38,1 × 43,8 cm. Sur le nénuphar le plus grand trône Franz Josef Strauss et sur l'autre le NPD, le Parti national-démocrate d'Allemagne[246].
  - Partenariat Seatovskoe[247].
  - Aller et retour; aquarelle sur papier. Sur le fanion on peut lire « Au Vietnam »[248].
- 1971
  - l'agent du Pentagone arrive, encre sur carton. 34,9 × 44,4 cm. Sur l'estrade, on peut lire OTAN[249].
  - Le Confort illusoire de la démocratie[250].
  - « Ne résistez pas ». Le chômage et l'inflation le tirent vers le fond[251].
  - La Grande Interrogation : le lion britannique ceinturé par le Marché commun[252].
  - Illustrations pour Le Petit Veau d'or écrit par Ilf et Petrov. Encre de Chine et aquarelle. « Funt » dans[253].
- 1972
  - Amour d'outre-mer des pirates[254].
  - Les meubles de Saïgon entament des négociations[255].
- 1973
  - Les dépenses militaires sont écrasantes; la guerre est la raison même d'être de l'OTAN. Sur la pancarte, on peut lire « OTAN » et sur le socle de l'obusier « Budget militaire 1973 »[256]. Le même dessin existe avec une autre date : 1978[257].
  - Le racisme se cache sous le couvert du casque colonial, du colonialisme[258].
  - Mensonge et menace soviétique. Leurs becs, leurs regards et leurs serres sont la représentation du mensonge sans qu'on ait besoin de mots. 43 × 56 cm[259].
  - Peu importe la façon dont le peuple sera ligoté, il brisera les chaînes de l'esclavage
  - L'Ulster ne doit pas être supprimé[260].
- 1974
  - Appuyez dessus. Sur le rouleau, « Compagnies pétrolières multinationales »[261].
  - Les Stratèges au siège de l'OTAN. Sur la carte on peut lire « OTAN » et sur la manche « Luns », c'est-à-dire Joseph Luns secrétaire général de l'OTAN[262].
  - L'Humanisme selon Augusto Pinochet Ugarte ou Une corde, une balle et une hache[263].
  - Le Professeur et ses élèves. Sur la chemise on peut lire: « Plans, …?, provocations »[264].
  - Ils ont le même destin, (la junte et Hitler)[265].
  - Augusto Pinochet et Alfredo Stroessner se flairant[266].
  - Sans titre. Au-dessous: « Cet ennemi de la démocratie, dans sa rage fasciste, est prêt à mettre des menottes à Vénus »[267].
  - Le Pays d'Anastasio Somoza Debayle. Sur le ceinturon, on peut lire « Somoza » et sur le sac « Pour effacer les conséquences du tremblement de terre ». Cette gravure illustre l'appropriation par le président des fonds internationaux reçus par l'aide humanitaire[268].
- 1977
  - Les « gros » bras du Pentagone sont tondus un par un. Sur le drap, on peut lire « OTAN » et sur le sac « Dépenses militaires »[269].
  - L'État-major de l'OTAN prépare la guerre nucléaire. En 1978, elle est réutilisée avec pour titre Pas le moindre défaut dont le dessin est exactement le même mais qui contient un texte qui ne figure pas sur celle-ci[270].
  - Hypocrisie de l'avocat. Dans la main il brandit « Protection des droits de l'Homme » et à ses pieds gisent le Chili, l'Afrique du Sud et l'Ulster[271].
  - Le Cercle mortel. Sur la bouée est inscrit le mot monopoly[272].
  - Créée avec des fils. Un régime de marionnettes dont M. Smith est le centre[273].
  - L'Information selon Brekhov. Il écrit : « Menace soviétique »[274].
  - Dans le monde du jazz, on ne peut guère y croire. Sur le ballon, on peut lire « Menace soviétique »[275].
- 1978
  - Pas le moindre défaut. Sur la porte, on peut lire « OTAN »[276].
  - Ici on verse à nouveau le pétrole et le sang. Sur la carte on peut lire « Moyen-Orient » et dans les seaux « naphte »[277].
  - Jack est allé chez le propriétaire impuissant à défendre les droits de l'homme dans le monde. Sur son gourdin on peut lire « Droits de l'Homme »[278].
  - Grande remise en question; calculs, (bilans ?)!. Sur la porte on peut lire « Crise au Moyen-Orient »[279].
- 1979
  - Sans doute en mars : Illustration du retrait des troupes chinoises du Vietnam après l'invasion de février[280].
  - La Question (torture) : on reprend les bonnes vieilles méthodes de l'Inquisition[281].
  - Le racisme est derrière le masque
  - Non à l'Europe des atrocités. Sur la feuille, on peut lire « Europe de l'Ouest » et sur les fusées « OTAN »[282].
  - Ils gémissent sous la pression. Sur la feuille, on peut lire « Décision de déployer des missiles en Europe de l'Ouest »[283].
  - Nous sommes pour le désarmement. Sur le missile, on peut lire « Pershing 2 », en réponse à la « Demande de soutien de l'URSS » écrite sur une feuille[284].
  - Les dictateurs le restent le temps d'atteindre le fond. Sur le chapeau on peut lire « Somoza » et sur le bloc qui l'entraîne au fond « Crimes de la dictature »[285].
- 1980
  - Leurs points de vue. Sur la scie, « Décision de l'OTAN de déployer des missiles en Europe de l'Ouest » et sur la planche « Désarmement »[286].
  - Embargo. Sur le gourdin, on peut lire « Embargo », sur le tract « Accord sur le commerce avec l'URSS » et sur le journal « Échanges économiques »[287].
  - Le zèle belliciste ne se cache pas derrière les canards qui crient « Menace soviétique »[288].
  - Le Chantage des agresseurs. Sur la feuille, il est écrit « Directive 59 (du 25 juillet 1980). Le nouveau domaine stratégique américain » et sur le tabouret « Truman » c'est-à-dire Harry S. Truman[289].
  - La déclaration de « Bredvybornoe ? ». Il brandit la « Directive 59 (du 25 juillet 1980). Le nouveau domaine stratégique américain »[290].
  - Le Pire Ennemi. Devant Allen Dulles et Harry S. Truman, l'écolier dessine les deux parties du planisphère sur lesquelles il a écrit « Amérique »[291].
  - Désolé ! Et ma mégalomanie. Sur la cape, on peut lire « Plans américains de domination du Monde »[292].
  - « Bullshit? » encore clairement visibles. Sur l'éléphant, on peut lire « Menace soviétique »[293].
  - Le Visage de Zbigniew Brzezinski[294].
  - Les créateurs de l'OTAN sont en enfer depuis longtemps. Sur la casquette, on peut lire « OTAN », sur le casque « Pentagone » et sur la feuille « Créer l'OTAN pour se protéger de la menace soviétique »[295].
  - Il ne faut pas pleurer le cadavre politique d'un bourreau. D'ailleurs il a trouvé deux nounous compatissantes. On peut lire sur le cercueil « Pol Pot » et sur la manche bleue « Pékin »[296].
  - Une pyramide bien sinistre[297].
  - Le monde entier est en danger. Sur le caparaçon, on peut lire « OTAN »[298].
  - Voici le gardien[299].
  - Soutien transatlantique. Sur le sol, on peut lire « Corée du Sud »[300].
  - Plusieurs armadas. Les États-Unis mettent le pied dans le Golfe Persique[301].
  - Rage folle lors d'un discours préélectoral. L'orateur est perché sur Harry Truman[302].
  - Toile de fond. Sur le gant on peut lire « Droits de l'Homme »[303].
  - Capable de tout; réactions en chaîne de la meute[304].
  - Néofascisme[305].
  - Non aux plans agressifs de l'OTAN. 66,5 × 87 cm. Cette affiche est la réunion de cinq affiches : « Toutes les personnes de bonne volonté fortes de leur unité ne permettront pas à cette planète de tomber dans l'abîme d'une guerre nucléaire. L'humanité veut un ciel libre de laisser voler les fusées et dit catégoriquement NON aux plans de l'OTAN. »[306].
- 1981
  - Sur l'eau et sur terre. Le lion britannique écrit « Menace soviétique »[307].
  - Sa profession: agresseur[308].
  - Supprimer les peuples ?. Il s'apprête à appuyer sur le bouton qui déclenche la guerre nucléaire[309].
- 1982
  - Déguisement style Washington. Médaille d'or de la 4e exposition internationale « La satire lutte pour la Paix »[310].
  - Croisade[311].
  - Sanctions à l'encontre de la construction des gazoducs[312].
  - L'Alliance anglo-américaine dans la course aux armements[313].
- 1983
  - Nuit conjugale façon texane[314].
  - Option zéro pour Washington. 48 × 65 cm[315].

Œuvres dont la date n'est pas déterminée :
- Le rat bureaucrate a souillé l'expérience soviétique, avant-garde des travailleurs ; chassez-le ![316].
- La Guerre jusqu'à la victoire. Le général Mikhaïl Vassilievitch Alexeiev[317].
- Portrait du Führer. « Les Koukryniksy avaient-ils vu le film Le Dictateur? »[318].
- Un commandant en chef flexible. Affiche TASS no 1225. Goebbels : « Chut! Ne gênez pas notre Fûhrer, quelque chose se prépare ». Sur la carte on peut lire « Berlin » et sur la table se trouve un exemplaire de « Mein Kampf »[319].
- On peut lire sur l'étiquette des menottes « Usage externe », sur l'étiquette du flacon de poison « Substitut alimentaire » et sur l'étiquette du pistolet « Usage interne ». Cette image a dû être imprimée vers la fin de la guerre quand, dans un contexte catastrophique et effroyable, Hitler n'avait plus comme remède, sanctionner ses généraux par l'empoisonnement, le suicide par arme à feu et l'emprisonnement[320].
- Au mensonge suivant. Goebbels passe les troupes en revue au pas de l'oie[321].
- À la place de la soprano. Goebbels monopolise les ondes[322].
- Mesdames et Messieurs : la Cour ! Levez-vous s'il vous plaît[323].
- Ici ils ont toujours trouvé un argument contre le désarmement général[324].
- OTAN[325].
- « Je suis pour le déploiement de missiles nucléaires américains » dit la partie inférieure du lion britannique, « Je suis contre » dit la partie supérieure (qui contient le cerveau)[326].
- Sans titre. Sur le galon du chapeau on peut lire « Société Générale »[327].
- Il a obtenu une pension[328].
- Reconstitution de la Corée du Sud avec ses « tartos? »[329].
- L'Effondrement des régimes. Sur les sacs, on peut lire « Pakistan », « Égypte », « Israël » et sur la mâchoire supérieure « agression »[330].
- La Propagande anti-soviétique. Les corbeaux se précipitent sur les dollars, 43 × 56 cm[331].
- Menace soviétique, BBC, Daily Telegraph. Que peut-on attendre de cette presse de caniveau comme sale et pire canular, 43 × 56 cm[332].
- La Liberté selon les Américains[333].
- L'Amanite tue-mouches[334].
- Abstractivists[335].
- Les chiens se dévorent amicalement entre eux. Sur le jerrycan, on peut lire « Pétrole iranien »[336].
- Un Chinois jongle sur un tonneau de poudre avec trois torches : à gauche la torche « hégémonisme », au centre la torche « antisoviétisme » et à droite la torche « provocation ». Cette image a peut-être été créée vers 1969, année de tension entre la Chine et l'URSS[337].
- Au cours d'un rêve un acrobate a une idée pour s'emparer de la bombe. C'est sans doute la tension entre la Chine et l'URSS qui est traduite ici par la crainte que procure aux soviétiques le développement militaire des chinois dans les années 1970. Mais la dérision l'emporte car les chinois étant très en pointe pour les spectacles de cirque, ils ne peuvent qu'imaginer des procédés issus de leur culture[338].
- Une nouvelle carte ?. À gauche on écrit « menace soviétique », à droite on signe les « accords »[339].
- L'Afrique du Sud, Israël et autres supportent le poids énorme du dollar qui inonde le marché noir des devises semble-t-il[340].
- Prisonniers politiques. Galerie Tretiakov[341].
- Lénine à Razliv. Peinture. Musée central Lénine à Moscou[342].
- Barricade à Presnya (un quartier de Moscou) en 1905. Galerie Tretiakov[343].
- Officier de l'armée tsariste au lever. Peinture. Galerie Tretiakov à Moscou[344].
- La Dernière Évasion d'Alexandre Kerensky[345].
- Maison avec grenier[346].
- Vérité[347].
- Maxime Gorki avec la Pravda (la vérité) sous le bras. Caricature faite en témoignage d'amitié[348]. Trois autres caricatures de Maxime Gorki[349],[350],[351].
- Caricature d'Ilya Ehrenbourg en témoignage d'amitié[352].
- Illustrations pour Aux provisions ? écrit par Anton Tchekhov[353].
- Illustrations pour L'Homme (impliqué) dans une affaire écrit par Anton Tchekhov[354].
- Illustrations pour L'Inspecteur général écrit par Nicolas Gogol[355],[356].
- Illustrations pour Le Mariage écrit par Nicolas Gogol[357].
- Illustration pour une nouvelle d'Anton Tchekhov[358].
- Illustrations pour Caméléon écrit par Anton Tchekhov[359],[360].
- Illustrations pour La Douleur, nouvelle écrite par Anton Tchekhov[361].
- Illustrations pour Le Gaucher écrit par Nicolaï Leskov[362],[363],[364],[365],[366],[367],[368],[369],[370],[371],[372],[373],[374],[375],[376],[377],[378],[379].
- Illustrations pour Histoire d'une ville écrite par Saltykov-Chtchedrine. « Le gouverneur Pimple » encre de Chine. Musée Russe de Saint-Pétersbourg[380]. « Brudasty ». Musée russe de Saint-Pétersbourg[381].
- Sculpture de Sergueï Prokofiev dans l'appartement musée de Sergueï Eisenstein[382].

## Sources
- Cette page a été constituée en regroupant des renseignements pris dans la liste des sites qui suivent et les légendes de quelques œuvres ont été recopiées dans les 5 volumes de L'URSS dans la seconde guerre mondiale édités par Témoignages Édition Diffusion (TED) à Paris en 1968.